# Прапор Арагону
 Прапор Арагону, також відомий як саньєра, є прапором автономної спільноти Арагон, згідно з відповідними положеннями Статуту автономії: 
Стаття 3.— Символіка та статус столиці.
Прапор Арагону є традиційним із чотирма горизонтальними червоними смугами на жовтому тлі.
Герб Арагону є традиційним щитом із чотирьох чвертей, увінчаних відповідною короною, яка з’явиться в центрі прапора.
Закон 2/1984 від 16 квітня автономного співтовариства Арагону регулює використання прапора та герба громади, встановлюючи в статті 5, що «Герб Арагону завжди буде присутній в центрі прапора». 
Це традиційний прапор, хоча з включенням регіонального герба, щоб відрізнити його від прапора Каталонії, оскільки, коли було затверджено Статут автономії Арагону від 10 серпня 1982 року (LO 8/1982), він уже був затверджений у Статуті автономії Каталонії від 18 грудня 1979 року (LO 4/1979), який прийняв саньєру як офіційний прапор.

## Доавтономні прапори
Доавтономне утворення до створення уряду Арагону, спочатку сформоване представниками трьох провінційних рад, використовувало різні символи. Спочатку, в 1977 році, під час перших засідань, на флагштоку майорів прапор із червоних смуг на жовтому та полі з хрестом Святого Георгія, який був затверджений 28 травня 1977 року на пленарному засіданні Ради провінції Сарагоси. 12 квітня 1978 року і до 1984 року (рік затвердження Статуту автономії) було запроваджено та використовувалось «утворене чотирма червоними смугами», в яке можна було включити щит, який був «утворений чотирма своїми традиційними символами: дуб Собрарбе, хрест Іньїго Арісти, хрест Святого Георгія, оточений чотирма головами мавра та червоними палицями. Цей прапор було прийнято на першому засіданні новоствореної Генеральної ради Арагону.  Указ 48/1984, який регулює офіційну модель прапора та герба, формалізує варіант цього прапора, пересуваючи герб у напрямку до флагштока та вказуючи певний дизайн герба. 

З 1977 по 1978рр
З 1978 по 1984 рр

## Зовнішні посилання
- Голос «Прапор Арагону» у GEA (Велика арагонська енциклопедія) Архівна копія на сайті Wayback Machine.
- Palos de Aragón (GEA) Архівна копія на сайті Wayback Machine.
- Знак Арагону (арагонською)
- Прапор Арагону (Сторінка Кортесів Арагону)
- «Оголошення Раміро II про зв’язок між Петронілою Арагонською та Рамоном Беренгером IV», 1137 (стор. 3. п. º 150
- Сторінка 21, текст шлюбу між його дочкою Петронілою та Рамоном Беренгером IV; в Оскар Переа Родрігес, Гуманістична історіографія на зорі 16-го століття: «Crónica d'Aragón» Лусіо Марінео Сікуло, перекладена іспанською мовою бакалавром Хуаном де Моліною, Валенсія, Жоан Хофре, 1524 ) eHumanista, Монографії з гуманітарних наук, № 1. Архівна копія на сайті Wayback Machine.